# Афарська улоговина

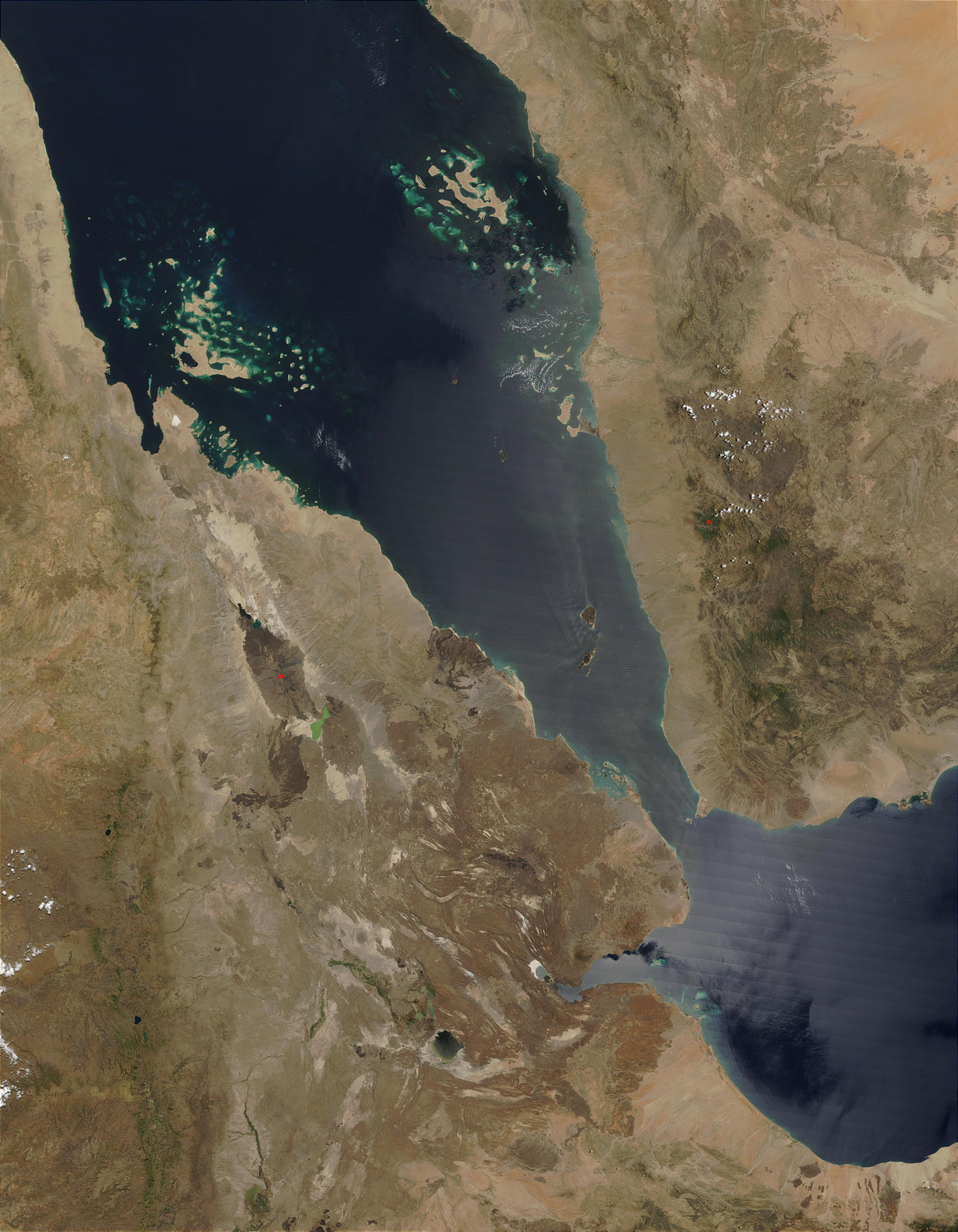
Супутниковий знімок регіону Афарської улоговини

Афарська улоговина (Данакільська улоговина, Афарський трійник) геологічна депресія на Африканському Розі, де вона збігається з Еритреєю і Афарським регіоном Ефіопії, Джибуті і Сомалі. Знана як місце знахідок найдавніших решток людини Australopithecus afarensis.
Афарська улоговина має у своєму складі Данакільську пустелю і найнижчу точку Африки — озеро Ассаль (155 м нижче рівня океану),  Даллол також знаходиться в Данакільскій западині — одне з найспекотніших місць планети. Температура змінюється від +25 °C в сезон дощів (з вересня по березень) до +48 °C в сухий сезон (березень — вересень). Річка Аваш єдина що є в улоговині в нижній течії — низка озер впадає в озеро Аббе.

## Природа
Клімат Афарської улоговини спекотний та посушливий. Більшу частину року без опадів. Кількість опадів за рік 100-200 мм. Кількість опадів зменшується при наближенні до узбережжя. Річка Аваш, що прямує з північного сходу і перетинає південь Афарської улоговини, є зеленою смугою життя для флори, фауни та афарів. Приблизно за 128 км від Червоного моря річка перетворюється на низку солоних озер в яких вода випаровується по надходженню. Близько 1 200 км² улоговини покрито товстим шаром солі, що є головним джерелом прибутку місцевих мешканців.
Тварини та рослини представлені видами стійкими до умов пустелі. Рослинність представлена посухостійкими рослинами: невеликими деревами (драцена), чагарниками і травами. Ссавці представлені рослиноїдними: зебра Греві, газелі, бейза, а також останній ареал африканських диких віслюків. Птахи представлені страусами, ендемічними арчерськими жайвороноками (Heteromirafra archeri), птах-секретар, аравійські і корі дрохви, абесинський роллер, Francolin. В південній частині улоговини, в Ефіопії, розташовано Заповідник Міль-Сардо (з 1973).

## Геологія

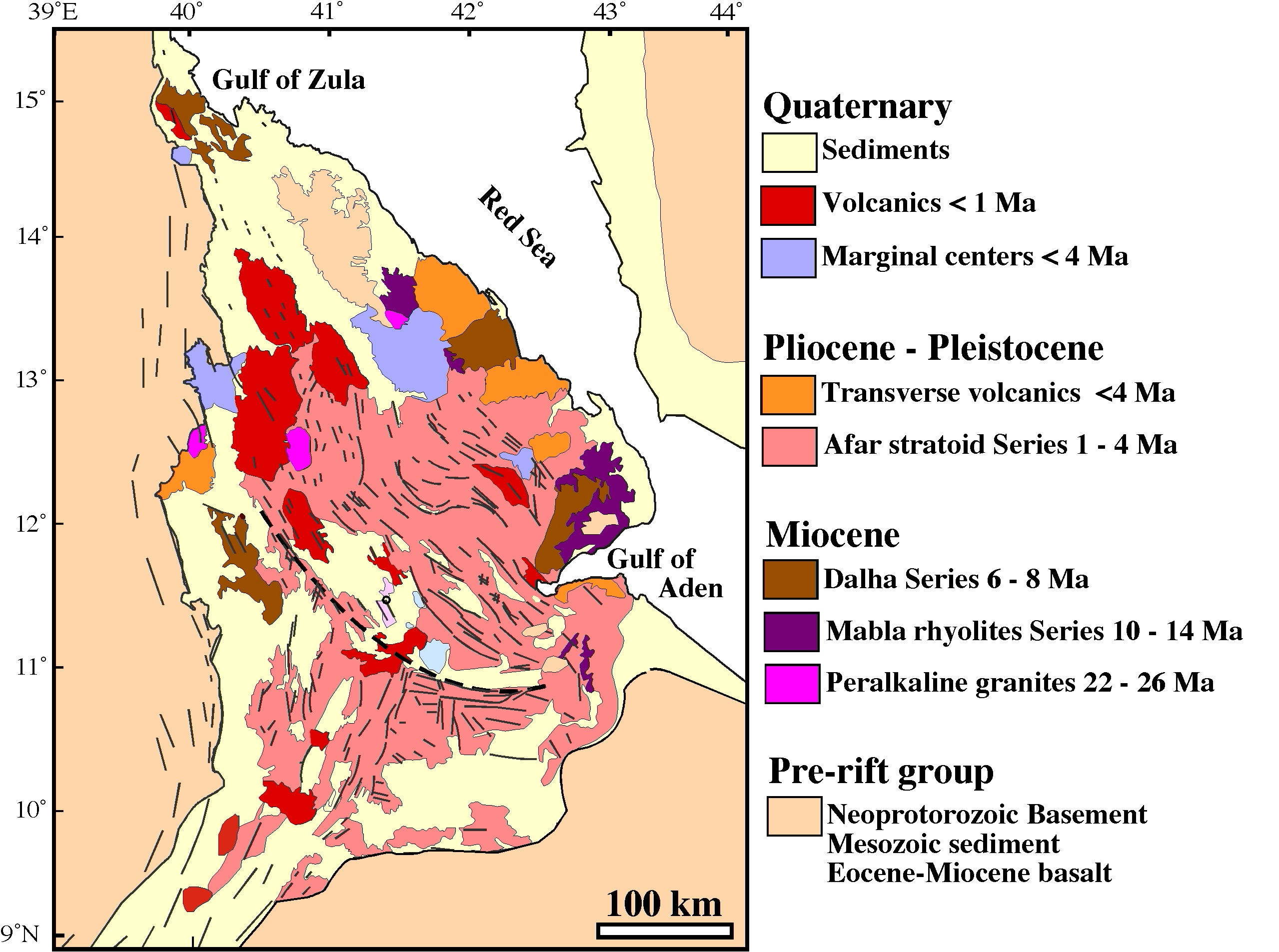
Геологічна мапа Афарської улоговини, згідно з A.Beyene й M.G.Abdelsalam (2005).

Афарська улоговина є тектонічним трійником, (Афарський трійник), тут перетинаються рифт Червоного моря, Східно-Африканський рифт й Аденський хребет. Точкою перетину є озеро Абба. Улоговина є другим місцем у світі, де океанічні хребти можуть бути вивчені на суходолі (першим місцем є Ісландія).
В улоговині йде постійний тектонічний рух (1-2 см на рік), що призводить до постійних землетрусів і утворення дайків на глибині 2-9 км, утворення щілин на поверхні до 8 метрів, на межах плит.
За декілька мільйонів років геологи очікують прорив Червоного моря через пасма гір оточуючих улоговину, який створить паводок в долині. За 10 млн років має повністю заповнитись водою весь Східно-Африканський рифт, утворюючи нове море довжиною 6 000 км.
Підмурівок Афарської улоговини складається з лави, головним чином з базальту. Один з найбільших у світі  вулканів, Ерта-Але, знаходиться в улоговині. Дехто з геологів вважає, що улоговина знаходиться на мантійному плюмі, що при апвелінгу мантії утворює базальти.

## Ресурси Інтернету
- Photos of Erta Ale(англ.)
- Hotsprings at Dallol(англ.)
- The Ethiopian state of Afar: Topography and Climate(англ.)
- Danakil in New Scientist [Архівовано 15 жовтня 2008 у Wayback Machine.](англ.)
- Photos of Afar Depression: between Ethiopia and Djibouti [Архівовано 24 липня 2011 у Wayback Machine.](фр.)

11°30′00″ пн. ш. 41°00′00″ сх. д. / 11.500° пн. ш. 41.000° сх. д.